# Légende (recueil)
Pour les articles homonymes, voir Légende (homonymie).
Légende (titre original : Magic) est un recueil de nouvelles d'Isaac Asimov, paru en 1996 aux États-Unis et en France. Les huit premières nouvelles mettent en scène trois personnages récurrents : Isaac Asimov lui-même, George, un homme rencontré lors d'une convention de science-fiction et Azazel, un petit démon facétieux et imbu de lui-même. George, qui sera le narrateur des diverses nouvelles, se fait régulièrement inviter par l'auteur et « paye » son repas en lui confiant les dernières aventures de son familier démoniaque. Celui-ci, agissant toujours au départ dans le but de donner un coup de pouce à quelqu'un, produit automatiquement plus de mal que de bien autour de lui. 
Isaac Asimov a rassemblé ses premières nouvelles mettant en scène le petit démon Azazel dans le recueil Azazel.

## Nouvelles
- À vos souhaits ((en) To Your Health, 1989)
- L'Esprit critique ((en) The Critic on the Hearth, 1992)
- C'est un mé-tier ((en) It's a Job, 1991)
- Il n'y a que le froid qui sauve ((en) Baby, It's Cold Outside, 1991)
- Au mauvais vieux temps ((en) The Time Traveler, 1990)
- In vino patatras ((en) Wine Is a Moker, 1990)
- Le Savant fou ((en) The Mad Scientist, 1989)
- Le travail c'est s'amuser ((en) Marsh Against the Foe, 1994)
- Les Trois Princes ((en) The Fable of the Three Princes, 1987)
- Direction nord-ouest ((en) Northwestward, 1989)
- Le Prince Aimable et le Dragon sans flamme ((en) Prince Delightful and the Flameless Dragon, 1991)